# Myrthe Schoot
Myrthe Schoot, född 29 augusti 1988 i Winterswijk, Nederländerna, är en nederländsk volleybollspelare (libero). 
Hon spelade 387 landskamper för Nederländernas damlandslag och tog med dem bland annat tre EM-silver. På klubbnivå spelade hon för VC Weert, Longa '59, VV Martinus, TVC Amstelveen, Dresdner SC 1898, Rote Raben Vilsbiburg och Talent Team Papendal Arnhem. 
Med VV Martinus blev hon både nederländsk mästare och cupmästare två gånger medan hon med Dresdner SC blev tysk mästare tre gånger och vann tyska cupen två gånger. Hon avbröt sin karriär efter VM 2022 för att avsluta sina studier och arbeta på NOC*NSF. Sommaren 2023 beslutade hon sig för att avsluta sin spelarkarriär. I november 2023 meddelande hon att hon drabbats av cancer.